# Kaluderac
Kaluderac (cyr. Калудерац) – wieś w Czarnogórze, w gminie Budva. W 2011 roku liczyła 284 mieszkańców.